# Bibliothèque nationale de Biélorussie
La bibliothèque nationale du Bélarus (en russe Национальная библиотека Беларуси) est située à Minsk.

## Histoire
La bibliothèque d'État est fondée le 15 septembre 1922 par décret du soviet de la république socialiste du Bélarus ; elle sert en même temps de bibliothèque universitaire. I.B. Siomanovski en reste le directeur pendant plus de quarante ans.
Elle est aussitôt chargée du dépôt légal : la bibliothèque reçoit un exemplaire de tout livre publié en URSS et deux exemplaires des livres bélarusses. Pendant les années 1930 et 1940, la bibliothèque s'organise : elle abandonne ses fonctions universitaires (1926) et ouvre des annexes à Vitebsk, Moguilev et Gomel. Surtout, un nouveau bâtiment dessiné par G. Lavrov ouvre en 1932 avec une salle de lecture de plus de 400 places et plus d'un million de volumes en magasins. Elle prend alors le nom de bibliothèque Lénine.
En 1941, la bibliothèque a une collection de deux millions de volumes et accueille 15 000 lecteurs par an. Mais la majeure partie des collections disparaît pendant la Seconde Guerre mondiale et le bâtiment lui-même est très endommagé. Il faut attendre plusieurs années après la Libération pour que la bibliothèque reprenne son activité normale.
Après la chute de l'Union soviétique, le 19 mai 1992, la bibliothèque d'État prend le nom de bibliothèque nationale du Bélarusse : elle continue à assurer les services traditionnellement pris en charge par les bibliothèques nationales.

## La nouvelle bibliothèque
Dès 1989, un concours est organisé afin de construire une nouvelle bibliothèque : il est remporté par M.K. Vinogradov and V.V. Kramarenko. Cependant, ce n'est qu'en 2002 que le président du Bélarus signe le décret décidant de la construction du bâtiment. Ce dernier est situé sur l'avenue de l'Indépendance, principale artère de Minsk. À son pied se trouve un monument en bronze en l'honneur de Francysk Skaryna, premier imprimeur bélarusse.
La bibliothèque a ouvert ses portes le 16 juin 2006 : le bâtiment, haut de 74 mètres, a la forme d'un petit rhombicuboctaèdre. Ses 19 salles de lecture se répartissent sur les 22 étages de la bibliothèque. 90 000 lecteurs y sont inscrits, consultant chaque année 3 200 000 ouvrages.
La bibliothèque est chargée des tâches habituelles d'une bibliothèque nationale (dépôt légal, coordination du catalogue collectif des bibliothèques du Bélarus, développement de BELMARC), mais tente d'élargir ses prérogatives.
L'accent est particulièrement mis sur les nouvelles technologies afin d'en faire, selon le vœu du président Alexandre Loukachenko, un « centre national d'information et de culture ». Se voulant également centre culturel, elle comprend un centre de congrès, quatre galeries d'art et un Musée du livre qui propose des expositions permanentes et temporaires : la bibliothèque tente ainsi de s'ouvrir vers la ville et d'attirer dans ses murs un public nouveau.
En 2018, la bibliothèque participe à un effort de coopération dans le milieu de l’éducation entre les gouvernements bélarusses et mongols et s'engage à collaborer avec la Bibliothèque nationale de Mongolie. Celle-ci reçoit de la part de l’ambassade  bélarusse un ensemble de plus de 21 volumes des travaux de Francysk Skaryna, l’un des premiers éditeurs d’Europe de l'Est.

## Galerie d'images

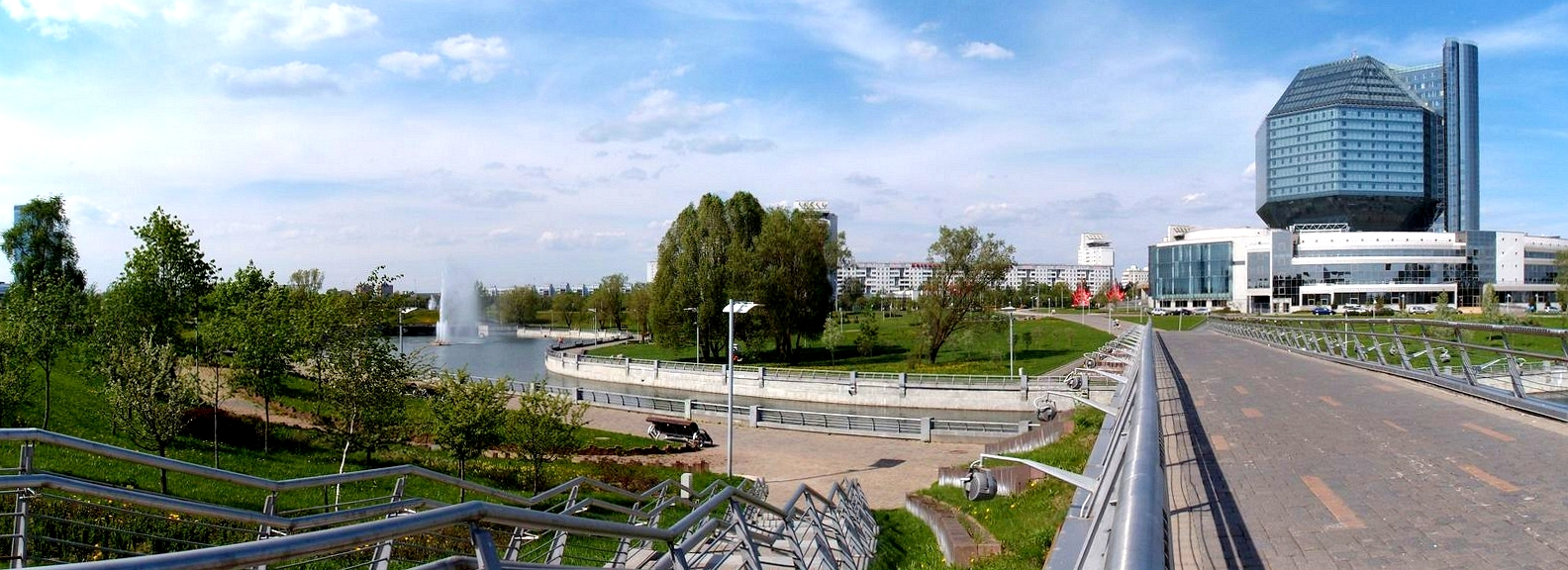
Le parc situé à côté de la bibliothèque